# Krępica (przystanek kolejowy)
Krępica – nieczynny przystanek koszalińskiej kolei wąskotorowej w Krępie, w województwie zachodniopomorskim, w Polsce.